# Paul Matschie
Aquest autor és citat en taxonomia animal amb el nom «Matschie».
Paul Matschie (1861-1926) fou un zoòleg alemany. Fou director del Departament de Mastologia del Museu d'Història Natural de Berlín entre el 1890 i el 1926.
El cangur arborícola de Matschie (Dendrolagus matschiei, Forster i Rothschild, 1907) i el gàlag de Matschie (Galago matschiei, Lorenz, 1917) foren anomenats en honor seu.
Al que avui en dia és Papua-Nova Guinea, Matschie descrigué el cangur arborícola de Timboyok (Dendrolagus goodfellowi buergersi) l'any 1912 i el cangur arborícola de Finsch (Dendrolagus inustus finschi) i el cangur arborícola d'Ifola (Dendrolagus dorianus notatus) l'any 1916.